# بيني فيرفيت

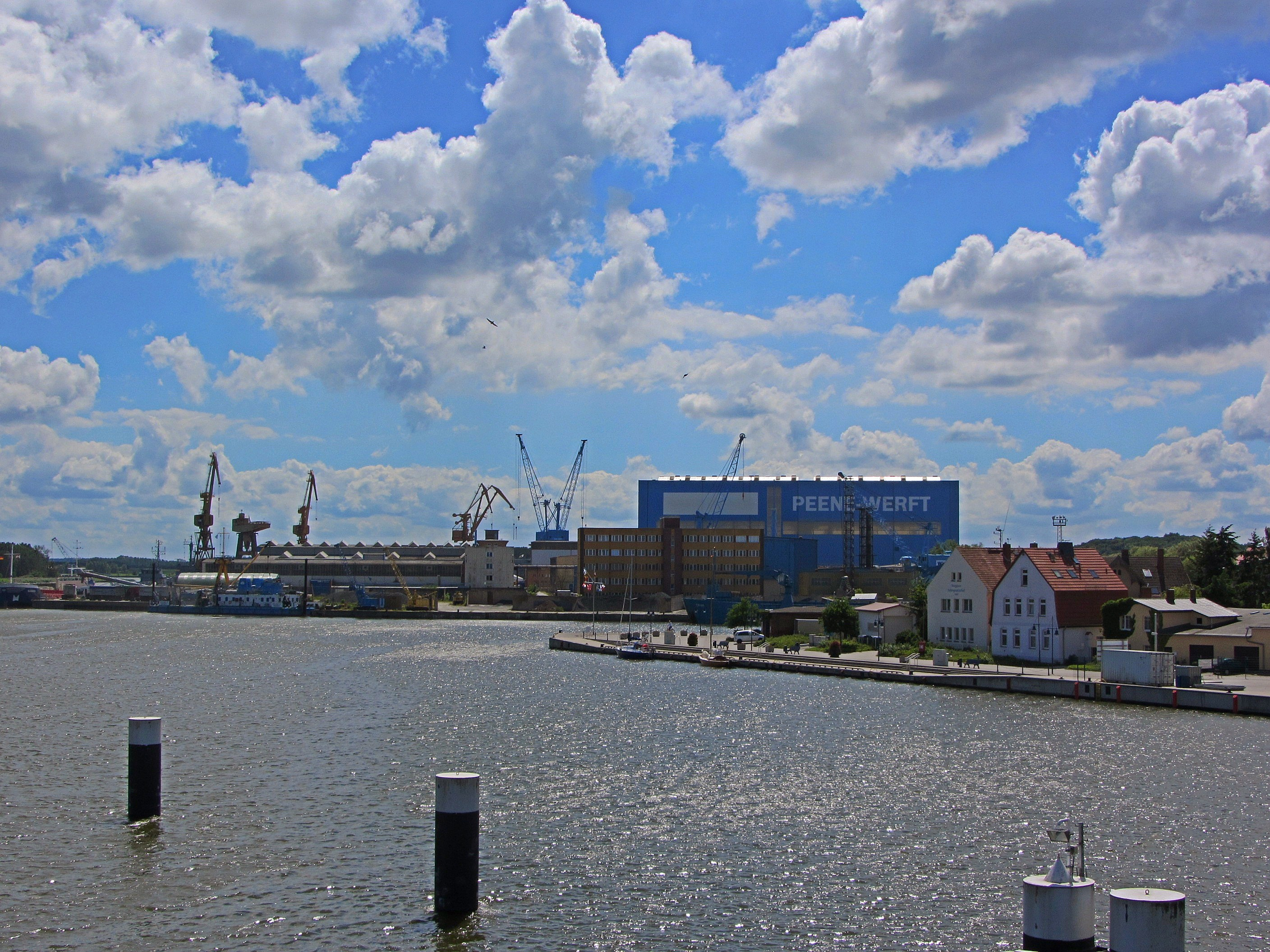

بيني فيرفيت هو حوض بناء السفن في فولغاست في ولاية مكلنبورغ فوربومرن. كانت جزءًا من مجموعة بريمر لورسن منذ مايو 2013.

## تاريخ
تاسس حوض بناء السفن في 20 يونيو 1948 من قبل الإدارة العسكرية السوفيتية. في البداية، تم بناء القوارب الشراعية ووالسفن التجارية الساحلية كتعويضات للاتحاد السوفيتي. بدأت ببناء السفن الحربية في 1951 حيث بنت سفن هجوم السريع، وكاسحات الألغام والغواصات. كان عدد الموظفين في عام 1989 حوالي 2900.
- 1957: برلين (سفينة إزالة الألغام)
- 1971: اوستيلاند (يخت حكومي)
- 1992: فريدتوف نانسن (إعادة بناء)
- 1993: فالتر هيرفيج الثالث ، سفينة صيد
- 1994: دنيب ( المسح، سفينة البحث والحطام )
- 1996: سكان بولاريس (شحن ثقيل / متعددة الأغراض للشحن)
- 1997: تفحص المحيط الهادئ (شحن ثقيل / متعدد الأغراض)
- 1997: تفحص المحيطات (شحن ثقيل / متعدد الأغراض)
- 1998: شريك المسح الضوئي (جهاز شحن ثقيل / متعدد الأغراض)
- 1998: مسح القطب الشمالي (شحن ثقيل / متعدد الأغراض للشحن)
- 1998: Scan Bothnia ( أداة الشحن الثقيلة / متعددة الأغراض)
- 1999: Scan Atlantic (البضائع الثقيلة / سفينة شحن متعددة الأغراض)
- 1999: Scan Hansa (البضائع الثقيلة / سفينة شحن متعددة الأغراض)
- 1999: Scan Germania (Freight / Multi Purpose Freight)
- 2000: سكانل فنيا ( سكان فنلندا )
- 2004: Arkona (سفينة متعددة الأغراض، بدن رقم 510)
- 2008: صقر البحر ( قارب حماية المصايد)
- 2009: ميركات ( قارب دورية الصيد)
- 2010: Scan Espana (أداة شحن ثقيلة / متعددة الأغراض)
- 2010: الشمال ( Hochseebergungsschlepper )
- 2010: بون (A 1413) (بدن سفينة الإمداد للبحرية الألمانية)
- 2011: صلعا R (Klapprumpf- الحفارة ، بدن عدد 568)
- 2011: Njord R ( جرافة قابلة للطي، الهيكل رقم 569)

## دليل المواقع
- موقع الشركة